# Botryobasidium musisporum
Botryobasidium musisporum är en svampart som beskrevs av G. Langer 2000. Botryobasidium musisporum ingår i släktet Botryobasidium och familjen Botryobasidiaceae.   Inga underarter finns listade i Catalogue of Life.